# Duburg

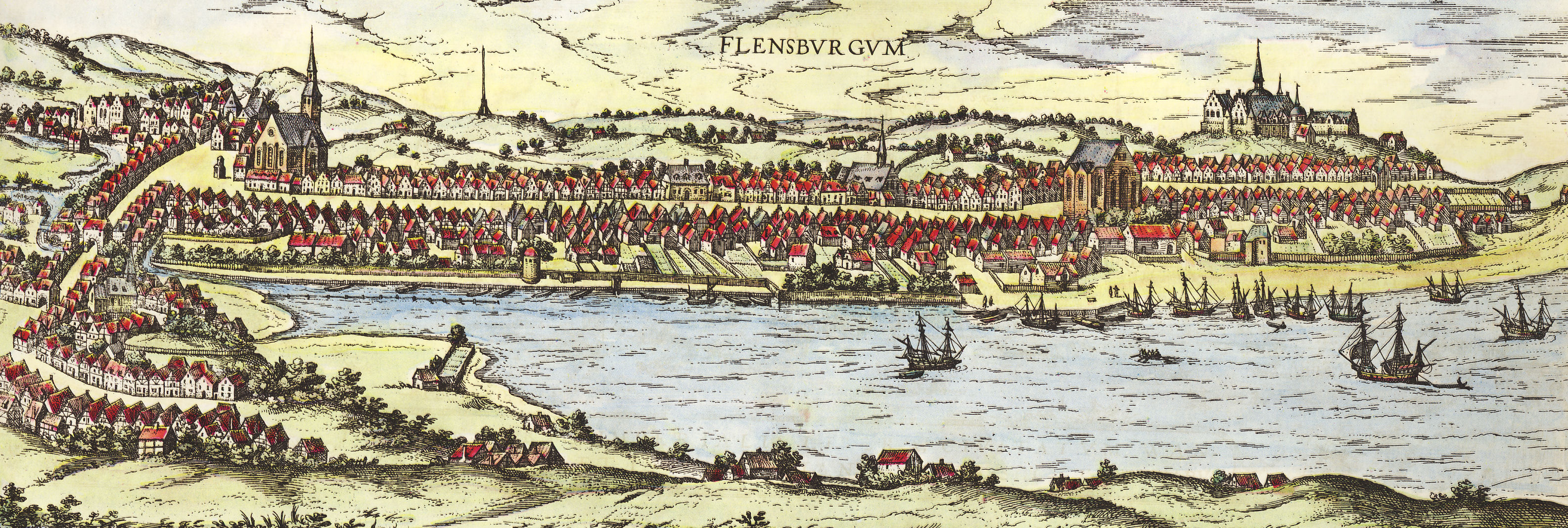
Prospekt av Flensburg på 1500-talet, från Georg Braun och Franz Hogenbergs Civitates Orbis Terrarum. Duburg ses till höger på bilden.

Duburg (da: Duborg Slot) var en fästning i medeltidens Flensburg. Den uppfördes på 1400-talet av Drottning Margareta och Erik av Pommern som ett värn mot de holsteinska grevarna, som igenom årtionden dess före hade haft stor inflytande i staden. Duburg var placerad på en backe kallad Marienburg (da: Mariebjerget) eller Sankt Marien (da: Vor Frue Bjerg). Fästningen är förmodligen uppkallad efter riddaren och rikshovmästaren Jens Due (död ca 1419), vilken bland annat 1418 deltog i förhandlingar med holsteinarna. I slottets vapen hittades även en duva.

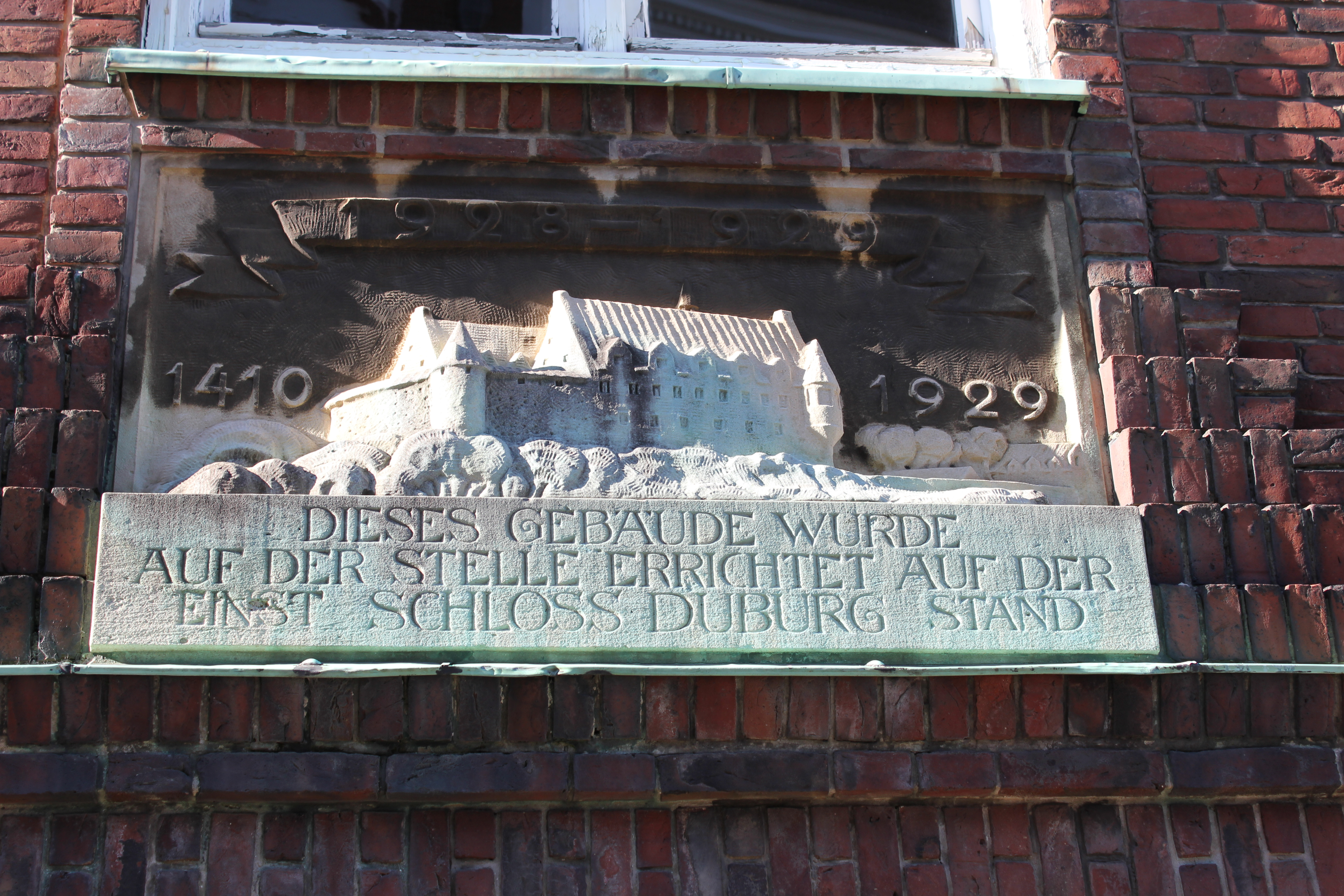
Duburg

År 1412 besatte holsteinarna Flensburg för att framtvinga den knappt fullbordade borgens nedbrytning, som man ansåg vara ett hot. Det var på grund av dessa förhandlingar som drottning Margareta kom till skepps till staden, på vilken resa hon dog ombord. Duburg fick de följande åren en stor strategisk betydelse, då borgen på den höga backen behärskade såväl Flensburgfjorden som rikets huvudväg. Duburg spelade på den här tiden samma roll som Als och Dybbøl på Sønderjylland gör i vår tid.
I mars 1431 överrumplade den holsteinska greven Adolf staden, men lyckades inte inta Duburg - försvarad av riddaren Peder Jenssøn och biskopen Gert af Børglum, förrän i september, då den utsvultna besättningen överlämnade sig i utbyte mot fri avmarsch. Då Kristian I vid Adolfs död blev hertig i hertigdömena Slesvig och Holstein, återgick Duburg i kungens hand och kom fortsättningsvis tillhöra den kungliga delen av hertigdömena, liksom den vanligtvis var kungarnas residens under deras återkommande uppehåll i Sønderjylland.
På 1500- och 1600-talet fortsatte slottet vara kungarnas residens under deras vistelse i Sønderjylland. Således föddes Kristian V av Danmark på Duburg. Även Karl X Gustav residerade på slottet någon vecka 1658, då han besatte staden. Det var för övrigt skeppet HMS Amarant som den 5 juni förde kungen från Göteborg till Flensburg, då han inledde sitt andra danska krig samma år.
Senare miste slottet dock sin betydelse och blev nedrivet 1711. Murstenarna blev bland annat återanvända på Flensborghus. Sista delarna av slottet sprängdes bort 1900. Stadsdelen Duburg (da: Duborg) i Flensburg är namngiven efter det forna slottet.